# James Yaegashi
James Yaegashi is een Japans-Amerikaans acteur en stemacteur, vooral actief  in het theater van Broadway. Onder gamers is hij bekend als de stem achter Wu Zi Mu, de rustige en blinde leider van de Chinese Triade-bende Mountain Cloud Boys uit het computerspel Grand Theft Auto: San Andreas.

## Biografie
James Yaegashi groeide op in de Japanse prefectuur Yamagata. Zijn moeder is Amerikaanse en het gezin verhuisde naar de VS. Hij studeerde Drama aan de universiteit van Missouri–Kansas. In 1998 verhuisde hij met zijn echtgenote Tami naar New York.
Yaegashi is sinds 2003 theateracteur op Broadway. Hij speelde in 2013 mee in een bewerking van de novelle Breakfast at Tiffany's van schrijver Truman Capote, waarin hij werd gecast als de Japanse buurman van hoofdpersonage Holly Gollightly, Mr. Yunioshi. Yaegashi bekritiseerde fel hoe Mickey Rooney het personage vertolkte in de beroemde verfilming van regisseur Blake Edwards uit 1961. Aldus Yaegashi: "[Mickey] Rooney speelde Yunioshi alsof hij pas van de boot kwam".
Zijn grootste rol op televisie is die van Robert Minoru in Runaways (2017–2019) van streamingdienst Hulu. Eerder had Yaegashi al een rolletje gespeeld in de Marvel-serie Daredevil (2015–2018). De rol waarvoor hij evenwel het meest herkend wordt is die als stemacteur van het personage Wu Zi Mu (meestal "Woozie" genoemd) uit het cultiverende Grand Theft Auto: San Andreas (2004), een van de best verkochte computerspellen aller tijden. Wu Zi Mu is een Chinees personage. Hij is blind, begaafd (ondanks zijn handicap kan hij bijvoorbeeld uitstekend overweg met een vuurwapen) en is de baas van de Triade-misdaadbende "Mountain Cloud Boys" uit de fictieve stad San Fierro (gebaseerd op San Francisco), een bende die hoofdpersonage Carl Johnson te vriend houdt.
Yaegashi speelde reeds gastrollen in Amerikaanse televisieseries als New Amsterdam en The Blacklist.

## Filmografie
Films:
- The Thomas Crown Affair (1999) - Crown Acquisitions Executive
- Spin the Bottle (1999) - Cole
- Lisa Picard Is Famous (2000) - Alex
- Thirteen Conversations About One Thing (2001) - Juridisch medewerker
- Superheroes (2007) - James
- Noise (2007) - Japanse zakenman
- The Collective (2008) - Conciërge
- Lefty Loosey Righty Tighty (regie) (2011)
- Man on a Ledge (2012) - Politietechnicus

Televisieseries:
- Cashmere Mafia (2008) - Frederick (pilootaflevering)
- Madam Secretary (2016) - Rick (aflevering "Unity Node")
- Marvel's Daredevil (2016) - Leider (aflevering "Regrets Only")
- Marvel's Runaways (2017–2019) - Robert Minoru (hoofdrol)
- New Amsterdam (2019) - Ethan Kimura (aflevering "The Karman Life")
- The Blacklist (2021) - Alexander Frayne (2 afleveringen)

Theater:
- Take Me Out (2003, Broadway) - Takeshi Kawabata
- A Naked Girl on the Appian Way (2005, Broadway) - Bill Lapin
- Breakfast at Tiffany's (2013, Broadway) - Mr. Yunioshi
- The Oldest Boy (2014, Off-Broadway) - Priester

Videogames:
- Grand Theft Auto: San Andreas (2004) - Wu Zi Mu (stem)
- Midnight Club 3: DUB Edition (2005) - Tomoya (stem)
- BioShock (2007) - Dr. Yi Suchong (stem)
- Grand Theft Auto IV (2008) - Charlie/The Crowd of Liberty (stem)
- BioShock Infinite: Burial at Sea (2014) - Dr. Yi Suchong (stem)

## Trivia
- Yaegashi heeft twee kinderen met zijn echtgenote Tami.
- Yaegashi is meertalig.[3]